# 預習
預習或者預覽、瀏覽指的是快速、大略讀過一篇文章，以掌握文章的核心思想，之後才開始完整的、仔細地將文章從頭到尾讀過。

預習能在仔細閱讀一篇文章前先了解文章的大綱，並有助於增加稍後仔細閱讀時的閱讀速度和效率。預習通常包含閱讀文章的標題、讀完標題後思考關於文章標題的事情、章節介紹、摘要、小標題、小小標題、問題探討、掌握點出誰、為什麼、哪裡、什麼時候 的敘述和結論等。

## 來源
1. 1 2  Nordquist, Richard. . ThoughtCo. 2011-04-18  [2018-08-25]. （原始内容存档于2018-04-14）.
2. ↑  . Study Guides and Strategies.   [2018-08-25]. （原始内容存档于2018-01-20）.
3. ↑  Salvia, John. . Belmont, CA: Wadsworth/Cencage Learning. 2013. ISBN 1-111-83341-9. OCLC 778371151.
4. ↑  Center for Open Educational Resources and Language Learning (COERLL). . coerll.utexas.edu.   [2018-08-25]. （原始内容存档于2017-07-28）.